# Ralph Mothwurf
Ralph Mothwurf (* 1988 in Linz) ist ein österreichischer Musiker (Gitarre, Komposition, Dirigat), der sowohl im Bereich des Jazz als auch in der klassischen Musik und darüber hinaus tätig ist.

## Leben und Wirken
Mothwurf absolvierte zunächst in Wien ein Kompositionsstudium am Vienna Music Institute bei Richard Graf, Gerd Hermann Ortler und Samu Gryllus. Seit Herbst 2015 studierte er an der Anton Bruckner Privatuniversität Jazzkomposition bei Christoph Cech und zeitgenössische Komposition bei Carola Bauckholt.
Gemeinsam mit der Rapperin Yasmin Hafedh gründete Mothwurf 2014 das Hip-Hop-Projekt Yasmo & die Klangkantine, mit dem er zwei Alben mit eigenen Kompositionen und Arrangements (zuletzt Prekariat und Karat, Ink Music 2019) vorlegte und beispielsweise beim Jazzfestival Saalfelden, beim Donauinselfest oder den Wiener Festwochen vorstellte; für den Titel „Gib mir das“ wurden Hafedh und er 2020 als „Songwriter des Jahres“ für einen Amadeus nominiert. Als Komponist arbeitete er im Bereich der Klassik mit Ensembles wie dem Bruckner Orchester Linz und dem Janus Ensemble zusammen; weiterhin entstanden Produktionen für Wien Modern oder das Festspielhaus St. Pölten.
Für sein Ralph Mothwurf Orchestra, eine 22-köpfige Großformation, komponierte er eine achtsätzige Suite, die trotz komplexer Klangarchitektur bei Verfahren der klassischen Musik und der visuellen Künste Raum für Jazz-Improvisation enthält; nach der Uraufführung 2019 in Linz und Wien entstand das Album Zelt, das Ende 2020 vom Label Edition Ö1 – Contemporary Jazz veröffentlicht wurde und sehr gute Kritiken erhielt.
Außerdem arbeitet Mothwurf dramaturgisch-beratend für transmediale Tanz- und Peformanceprojekte (etwa Emmy Steiners „Pip“).